# I Declare War (film)
I Declare War è film del 2012 diretto da Jason Lapeyre e Robert Wilson.

## Trama
Il film racconta la storia di un gruppo di dodicenni che gioca alla guerra nei boschi vicino a casa.

## Produzione
Il co-regista Jason Lapeyre scrisse la sceneggiatura del film dieci anni prima ed era basata sulle proprie esperienze infantili di giocare alla guerra.
La sceneggiatura è stata ripresa da produttore Lewin Webb della Samaritan Entertainment e la passò al suo compagno Robert Wilson.